# 弗拉斯特雷申嶺
弗拉斯特雷申嶺（英語：Frustration Ridge）是南極洲的山嶺，位於奧次地，屬於邱吉爾山脈的一部分，處於科巴姆山脈北端，以新西蘭探險隊命名，現時由南極條約體系管理。

## 外部連結
. . United States Geological Survey.   [2012-04-11].
82°12′S 158°38′E / 82.200°S 158.633°E